# Megalodacne fasciata
Megalodacne fasciata är en skalbaggsart som först beskrevs av Fabricius 1777.  Megalodacne fasciata ingår i släktet Megalodacne och familjen trädsvampbaggar. Inga underarter finns listade i Catalogue of Life.